# Beierolpium kerioense
Beierolpium kerioense är en spindeldjursart som beskrevs av Volker Mahnert 1982. Beierolpium kerioense ingår i släktet Beierolpium och familjen Olpiidae. Inga underarter finns listade.